# Телиус, Людмила Анатольевна
Людми́ла Анато́льевна Те́лиус ― российская артистка, балерина, Заслуженная артистка Российской Федерации (1993), Народная артистка Российской Федерации (2000), солистка Саратовского театра оперы и балета.

## Биография
Родилась в 1959 году в городе Саратов, РСФСР. 
Окончила Саратовское хореографическое училище. В Саратовском академическом театре оперы и балета служит с 1977 года. 
Кропотливая работа над каждой партией и вдумчивость приносят балерине заслуженный успех. На сцене исполнила такие партии, как: Жизель в «Жизели» Адольфа Адана, Одетта — Одиллия в «Лебедином озере» Петра Чайковского, Нина в «Маскараде» Арама Хачатуряна, Китри в «Дон Кихоте» Людвига Минкуса, Шахерезада в «Тысяча и одной ночи» Фикрета Амирова, Кармен в «Кармен-сюите» Жоржа Бизе-Родиона Щедрина и многие другие.
Вместе со своим театром артистка гастролировала в России, США, Аргентине, Китае, Корее, Испании, Голландии, Англии, Ирландии, на Марианских островах. 
Артистическая деятельность балерины, ее плодотворный труд отмечены Почетной грамотой губернатора Саратовской области Дмитрия Аяцкова. 
За большой вклад в российское балетное искусство Людмиле Анатольевне Телиус присвоены почётные звания «Заслуженная артистка Российской Федерации» в 1993 году, «Народная артистка Российской Федерации» в 2000 году. Также, в 2000 году на фестивале «Саратов—театральный» за исполнение партии Каэтаны в балете «Гойя» она была удостоена «Золотого Арлекина». В 2002 году была награждена Почётным знаком губернатора Саратовской области «За любовь к родной земле». 
В настоящее время Людмила Телиус является репетитором в театре оперы и балета, а также художественным руководителем на хореографическом отделении Саратовского областного училища искусств. Свою работу она совмещает с обучением в Педагогическом институте Саратовского государственного университета имени Н. Г. Чернышевского.

## Театральные роли
- Жизель ― «Жизель» А.Адана
- Одетта — Одиллия - «Лебединое озеро» П.Чайковского
- Нина ― «Маскарад» А.Хачатуряна
- Китри  ― «Дон Кихот» Л.Минкуса
- Шахерезада ― «Тысяча и одна ночь» Ф.Амирова
- Кармен ― «Кармен-сюита» Ж.Бизе-Р.Щедрина
- Каэтана ― «Гойя»